# Codex Zacynthius
- Papyrus
- Onciale
- Minuscules
- Lectionnaire

Le Codex Zacynthius, portant le numéro de référence Ξ ou 040 (Gregory-Aland), A1 (von Soden), est un manuscrit de vélin en écriture grecque onciale.  Le codex tire son nom de l'île de Zante.

## Description
Le codex se compose de 89 folios. Les dimensions du manuscrit sont 36 x 29 cm. C'est un palimpseste, le texte supérieur contient lectionnaire (ℓ 299),. 
Il contient l'Évangile selon Luc 1,1-11,33 avec de nombreuses lacunes. Il contient les Catenae. 
Les paléographes datent ce manuscrit du VIe siècle,. 
Le manuscrit a été apporté par Colin Macaulay. Il a été examiné par Samuel Prideaux Tregelles et M. Pocock.
Le commentaire marginal entourant le texte cite neuf pères de l'Église : Origène, Eusèbe de Césarée, Titus de Bostra, Basile, Isidore de Péluse, Cyrille d'Alexandrie, Sever d'Antioche, Victor d'Antioche, et Jean Chrysostome.
Contenu
Lukas 1,1-9.19-23.27.22.30-32.36-66.77-2,19.21.22.33-39; 3,5-8.11-20; 4,1.2.6-20.32-43; 5,17-36; 6,21-7,6.11-37.39-47; 8,4-21.25-35.43-50; 9,1-28.32.33.35.41-10,18.21-10; 11,1.2.3.4.24-30.31.32.33. 
Texte
Le texte du codex représenté est de type alexandrin, proche du Codex Vaticanus. Kurt Aland le classe en Catégorie III. 
Lieu de conservation
Il est conservé à la Bibliothèque de l'Université de Cambridge (Mss 213) à Cambridge,.